# پاول گردان
پاول آلبرت گردان (۲۷ آوریل ۱۸۳۷–۲۱ دسامبر ۱۹۱۲) ریاضیدان آلمانی، دانشجوی کارل یاکوبی در دانشگاه کونیگسبرگ قبل از اخذ درجه دکترای خود از دانشگاه وروتسواف بود. همچنین او استاد دانشگاه ارلانگن-نورنبرگ بود.
گردان به «پادشاه نظریه نامتغیر» شناخته می‌شد. او به همراه آلفرد کلبش نام‌های خود را بر ضرایب کلبش-گردان قرار دادند. وی همچنین استاد راهنمای رساله دکترای امی نوتر بود.